# Jaga baba
Jága bába (Ježi-babo, poljsko Baba Jaga, rusko Баба-Яга) obstaja v mitih nekaterih delov Slovenije že zelo dolgo. Je nekakšna mešanica med čarovnico in divjo žensko. Veljala je tudi za gozdnega duha. Ponekod ji pripisujejo izredno hudobijo, ponekod pa, da je pomagala ubogim in kaznovala bogate. Največkrat so z njo strašili otroke, ki so si njeno podobo gradili v svoji domišljiji. V prejšnjih stoletjih, ko so bili ljudje zelo vraževerni, so se je bali tudi odrasli.
Obrednega petja (Prekmurje):

Zelenega Jurja vodimo,
Ježi-babo zganjamo.
Maslo in jajca prosimo,
Mladoletje trošimo.